# Praktiserende Lægers Organisation
 Ikke at forveksle med PLO.
Praktiserende Lægers Organisation (PLO) er en landsdækkende interesseorganisation under Lægeforeningen, hvis formål er at varetage de alment praktiserende lægers faglige og økonomiske interesser. Foreningen har godt 3.400 ordinære medlemmer, dvs. praktiserende læger, der udøver almen praksis som deres hovederhverv, og som er medlem af Lægeforeningen. 

## Historie
PLO blev stiftet d. 3. december 1967 på et møde på Nyborg Strand. Det skete på baggrund af et stærkt ønske fra lægerne i provinsen, hvorimod københavnerlægerne ikke fra starten ville være med. De følte sig ikke på samme måde, som kollegaerne på landet, trængt af lægemanglen, og de arbejdede dengang efter en anden overenskomst med de daværende sygekasser end provinslægerne. Det lykkedes dog efter få år at få københavnerlægerne med.
Forhistorien til dannelsen af PLO var lang. Da Den Almindelige Danske Lægeforening (i dag Lægeforeningen) i 1857 blev dannet, havde over halvdelen af medlemmerne almen praksis som deres hovederhverv.
Læger i uddannelsesstillinger fik allerede i 1904 deres egen forening (Foreningen Af Yngre Læger, i dag Yngre Læger), men forhandlinger af overenskomster og andre forhold af betydning for praktiserende læger blev i mange år fortsat håndteret i Lægeforeningens regi.
Dannelsen af PLO afspejlede, at mange læger følte, at faget almen praksis var i krise. Og PLO's etablering markerede det foreløbige højdepunkt i genetableringen af en styrket almen praksis.

### Overenskomst om almen praksis
PLO har fra sin grundlæggelse haft fokus på at opnå bedre arbejdsvilkår og honorering for de praktiserende læger gennem overenskomstforhandlingerne. I mange år forhandlede PLO overenskomst både for praktiserende læger i København og for praktiserende læger uden for København, idet de to grupper som nævnt arbejdede efter hver sin overenskomst. 
Fra 1987 blev provinslægernes overenskomst dog udstrakt til også at gælde for de praktiserende læger i hovedstaden. Siden da har PLO forhandlet én landsdækkende overenskomst for de praktiserende læger. Først med Amtsrådsforeningen og siden kommunalreformen i 2007 med Regionernes Lønnings- og Takstnævn Arkiveret 26. september 2018 hos  Wayback Machine. 
Den nuværende overenskomst om almen praksis Arkiveret 26. september 2018 hos  Wayback Machine blev forhandlet på plads i efteråret 2017 og er gældende fra 1. januar 2018 til og med udgangen af 2020.

### Almen medicin som selvstændigt lægespeciale
Et andet fokuspunkt for PLO var helt fra organisationens grundlæggelse at arbejde for en øget professionalisering og anerkendelse af almen medicin og almen praksis via en styrket og udbygget uddannelse til praktiserende læger. Dette er sket i et tæt samarbejde med det videnskabelige selskab Dansk Selskab for Almen Medicin (DSAM). Et samarbejde, der blandt andet har resulteret i, at almen medicin i Danmark i 1994 oprettet som et selvstændigt lægespeciale.
Da PLO blev dannet, kunne enhver læge nedsætte sig i almen praksis efter 12 måneders turnus.  I dag er det et krav for at virke som praktiserende læge, at man er uddannet speciallæge i almen medicin. Og der er etableret forskningsenheder for almen praksis ved universiteterne i både København, Aarhus, Odense og Aalborg.

### Struktur
Repræsentantskabet er organisationens højeste myndighed. Det består af 49 repræsentanter, der vælges ved valg i alle fem regioner hvert andet år. Et enkelt medlem af PLO's repræsentantskab er en repræsentant fra Færøerne. Repræsentantskabet har to ordinære møder om året.
De valgte repræsentanter i PLO udgør samtidig det regionale PLO i den region, hvor de er valgt - også kaldet PLO-R. Hvert PLO-R vælger en regional formand, som meget ofte tegner PLO's synspunkter i den pågældende region.
PLO har en ni personer stor bestyrelse Arkiveret 27. september 2018 hos  Wayback Machine, der varetager organisationens aktiviteter og interesser mellem repræsentantskabsmøderne, og som holder repræsentanterne løbende orienteret om alle væsentlige spørgsmål. 
Formand for PLO er praktiserende læge Christian Freitag, der blev valgt til hvervet i april 2015.